# La Guajira
La Guajira är ett departement i Colombia och ligger i norra delen av landet, vid Karibiska havet. Det sydamerikanska fastlandets nordligaste punkt, Punta Gallinas, ligger inom departementet. Administrativ huvudort är Riohacha, och en annan stor stad är Maicao.

## Kommuner i La Guajira
1. Albania
2. Barrancas
3. Dibulla
4. Distracción
5. El Molino
6. Fonseca
7. Hatonuevo
8. La Jagua del Pilar
9. Maicao
10. Manaure
11. Riohacha
12. San Juan del Cesar
13. Uribia
14. Urumita
15. Villanueva